# Diego Miruelo
Diego Miruelo fue un explorador y piloto español del siglo XVI que exploró la costa oeste de la Florida en 1516. Puede haber sido el primer europeo en navegar en la bahía de Pensacola, donde obtuvo algo de oro de los nativos que encontró allí.
En 1516, Miruelo navegó directamente en un barco desde Cuba hacia la costa de Florida y terminó en lo que generalmente se cree que era la bahía de Pensacola, que él llamo bahía de Apalachee, y que fue llamada tras su viaje bahía de Miruelo.
Intercambió ‘bujerías de vidrio y de acero’ (cuentas de vidrio y artículos de hierro) con la gente que vivía allí por algo de oro y de plata que pudo haber sido recogido por los nativos de naufragios de navíos españoles.
Después de esto, regresó a Cuba. Dado que no tomó nota en un derrotero de las latitudes recorridas y haberlo confiado todo a su memoria, fue «incapaz de mostrar el camino en un segundo viaje y enloquece».